# 山頂公共運輸總站
山頂公共運輸總站位於香港中西區爐峰峽山頂道118號山頂廣場內，此處亦是港島最高的運輸總站，海拔近四百米，鄰近凌霄閣及山頂纜車山頂總站，為一個室內坑狀公共運輸交匯處，現時有3條巴士路線及1條專綫小巴路線以此為總站。

## 總站路線資料（巴士）

### 城巴15線
- 中環（5號碼頭） ↔ 山頂
- 中環（交易廣場） ↔ 山頂（特別班次）

於2008年3月17日投入服務，途經金鐘、灣仔皇后大道東、司徒拔道、僑福道（部份時段）、文輝道（部份時段）及山頂道。

### 城巴15A線
- 未有資料，請加入至Module:香港巴士/hki。

於1977年9月27日投入服務，1997年10月10日延長至由筲箕灣開出，途經西灣河、太古城、鰂魚涌、北角、炮台山、天后、銅鑼灣、司徒拔道及山頂道，只於重陽節當日提供服務。

### 城巴15B線
- 灣仔（會展新翼） ↔ 山頂

於1974年9月20日投入服務，1992年9月延長至由天后站開出，途經銅鑼灣、司徒拔道及山頂道，只於星期日及公眾假期（重陽節除外）提供服務。

### 城巴315線
- 山頂 ↺ 中環（交易廣場）

### 城巴X15線
- 山頂 ↔ 中環（天星碼頭）

於2019年4月23日投入服務。

## 總站路線資料（專線小巴）

### 香港島專線小巴1號線
- 香港站 ↔ 山頂

於1972年5月1日投入服務，2005年5月15日延長至由香港站開出，途經山頂道、僑福道（部份時段）、文輝道（部份時段）、馬己仙峽道，為香港首條專綫小巴路線。

## 車坑分佈
| 車坑分佈（以入口最左邊起計） | 車坑分佈（以入口最左邊起計） | 車坑分佈（以入口最左邊起計） |
| 車坑編號                     | 車坑寬度                     | 路線                         |
| ---------------------------- | ---------------------------- | ---------------------------- |
| 1                            | 雙坑                         | 城巴15、X15線                |
| 2                            | 單坑                         | 城巴15B線                    |
| 3                            | 單坑                         | 的士站                       |
| 4                            | 雙坑                         | 專線小巴1線                  |

## 外部連結
- 山頂總站 （页面存档备份，存于），城巴